# Rancho Alegre, Mecatlán
Rancho Alegre är en ort i Mexiko.   Den ligger i kommunen Mecatlán och delstaten Veracruz, i den sydöstra delen av landet, 180 km nordost om huvudstaden Mexico City. Rancho Alegre ligger 464 meter över havet och antalet invånare är 1 065.
Terrängen runt Rancho Alegre är huvudsakligen kuperad, men åt nordost är den platt. Runt Rancho Alegre är det tätbefolkat, med 356 invånare per kvadratkilometer. Närmaste större samhälle är Mecatlán, 4,4 km väster om Rancho Alegre. Omgivningarna runt Rancho Alegre är en mosaik av jordbruksmark och naturlig växtlighet.